# Ethopolys xanti
Ethopolys xanti är en mångfotingart som först beskrevs av Charles Thorold Wood 1862.  Ethopolys xanti ingår i släktet Ethopolys och familjen stenkrypare. Inga underarter finns listade i Catalogue of Life.